# Coup de doigt
 (janvier 2025).
Si vous disposez d'ouvrages ou d'articles de référence ou si vous connaissez des sites web de qualité traitant du thème abordé ici, merci de compléter l'article en donnant les références utiles à sa vérifiabilité et en les liant à la section « Notes et références ».
Le coup de doigt est un terme principalement utilisé pour les armes légères. Il désigne l'action consistant à presser brutalement et sans contrôle la queue de détente, ce qui dévie, durant le tir, le canon et les organes de visée de la ligne de tir prévue et réduit donc la précision.
Le coup de doigt apparaît principalement lorsque le tireur est hésitant. Afin d'éviter cet effet, celui-ci doit exercer une pression constante sur la détente.
Le coup de doigt est naturel. Un petit entraînement est nécessaire pour corriger ce défaut.